# Црний Кал
Црний Кал (хорв. Crni Kal) — населений пункт у Хорватії, в Лицько-Сенській жупанії у складі міста Сень.

## Населення
Населення за даними перепису 2011 року становило 72 осіб.
Динаміка чисельності населення поселення: